# Le Cambout
Le Cambout (tiếng Breton: Ar C'hembod, Gallo: Le Canbót) là một xã của tỉnh Côtes-d’Armor, thuộc vùng Bretagne, tây bắc Pháp.

## Dân số
Người dân ở Le Cambout được gọi là Cambutiades.